# Хёгстрём, Элизабет
Элизабе́т Хёгстрём (швед. Elisabeth Högström, урождённая Ка́рлссон (Carlsson); род. 17 марта 1951, Карлстад) — шведская кёрлингистка, чемпион мира, пятикратный чемпион Европы.

## Международные чемпионаты
Впервые приняла участие в международном турнире на чемпионате Европы 1976 года, где играла третьим номером в команде Элизабет Бранес. В 1981 году команда Швеции с Хёгстрём в качестве скипа стала чемпионом мира.
Также в качестве скипа привела команду к серебряным медалям чемпионатов мира 1980 и 1982 годов и к золотым медалям чемпионатов Европы 1980, 1982, 1983 и 1988 годов. После 1988 года Хёгстрём не выступала в международных соревнованиях, до 2005 года сохраняя непревзойдённым звание пятикратного чемпиона Европы по кёрлингу. В 1999 году под её руководством в качестве тренера мужская команда Швеции по кёрлингу заняла четвёртое место на юниорском чемпионате Европы.

## Достижения
- Зимние Олимпийские игры: серебро (1988 — демонстрационный вид).
- Чемпионат мира по кёрлингу среди женщин: золото (1981), серебро (1980, 1982).
- Чемпионат Европы по кёрлингу: золото (1976, 1980, 1982, 1983, 1988), серебро (1981).

- В 1973 году введена в Зал славы шведского кёрлинга[англ.] (швед. Stora Curlare)[7].
- В 2016 году Всемирная федерация кёрлинга включила Элизабет Хёгстрём в Международный зал славы кёрлинга[5].

## Команды
| Сезон   | Четвёртый         | Третий             | Второй         | Первый             | Запасной             | Турниры                             |
| ------- | ----------------- | ------------------ | -------------- | ------------------ | -------------------- | ----------------------------------- |
| 1976—77 | Элизабет Бранес   | Элизабет Хёгстрём  | Ева Розенхед   | Анна-Мари Эрикссон |                      | ЧЕ 1976                             |
| 1979—80 | Элизабет Хёгстрём | Карина Ульссон     | Биргитта Севик | Карин Шёгрен       |                      | ЧШЖ 1980 · ЧМ 1980                  |
| 1980—81 | Элизабет Хёгстрём | Карина Ульссон     | Биргитта Севик | Карин Шёгрен       |                      | ЧЕ 1980 · ЧШЖ 1981 · ЧМ 1981        |
| 1981—82 | Элизабет Хёгстрём | Катарина Хультлинг | Биргитта Севик | Карин Шёгрен       |                      | ЧЕ 1981 · ЧШЖ 1982 · ЧМ 1982        |
| 1982—83 | Элизабет Хёгстрём | Катарина Хультлинг | Биргитта Севик | Карин Шёгрен       |                      | ЧЕ 1982                             |
| 1983—84 | Элизабет Хёгстрём | Катарина Хультлинг | Биргитта Севик | Карин Шёгрен       |                      | ЧЕ 1983                             |
| 1985—86 | Элизабет Хёгстрём | Биргитта Севик     | Ева Андерссон  | Битте Берг         |                      | ЧШЖ 1986                            |
| 1986—87 | Элизабет Хёгстрём | Биргитта Севик     | Ева Андерссон  | Битте Берг         | Инга Арвидссон (ЧМ)  | ЧЕ 1986 (7 место) ЧМ 1987 (6 место) |
| 1987—88 | Элизабет Хёгстрём | Моника Янссон      | Биргитта Севик | Мари Хенрикссон    | Анетте Норберг (ЗОИ) | ЗОИ 1988 (демо) · ЧШЖ 1988          |
| 1988—89 | Элизабет Хёгстрём | Анетте Норберг     | Моника Янссон  | Мари Хенрикссон    |                      | ЧЕ 1988                             |

(скипы выделены полужирным шрифтом)

## Частная жизнь
Её отец — шведский кёрлингист Свен Карлссон, чемпион Швеции среди мужчин в 1968, выступал на чемпионате мира 1968.